# مات هيندل
مات هيندل هو متزلج جماعي كندي، ولد في 23 مايو 1974 في كالغاري في كندا.

## وصلات خارجية
- مات هيندل على موقع أوليمبيديا (الإنجليزية)
- مات هيندل على موقع اللجنة الأولمبية الكندية (الإنجليزية)